# Equalizer (film)
Pour les articles homonymes, voir Equalizer.
Série
Equalizer 2
(2018)
Pour plus de détails, voir Fiche technique et Distribution.
Equalizer ou Le Justicier au Québec (The Equalizer) est un film d'action américain réalisé par Antoine Fuqua et sorti en 2014. Il s'agit d'une adaptation de la série télévisée du même nom diffusée sur CBS de 1985 à 1989.
C’est un thriller particulièrement violent dans lequel un redresseur de torts, ancien agent secret, interprété par Denzel Washington, s’attaque à la mafia russe.

## Synopsis
Robert McCall, insomniaque et veuf, travaille chez Home Mart, un magasin de bricolage de grande distribution à Boston. Serviable, calme et affable, il est apprécié par ses collègues. Il épaule notamment l'un d'eux, Ralphie, pour l'aider à devenir agent de sécurité, bien qu'il soit en surpoids. La nuit, il s'installe toujours dans le même snack-bar pour lire un roman figurant dans « la liste des cent romans qu'il faut avoir lus » en buvant du thé. Il y rencontre Alina, jeune prostituée russe, qui désire devenir chanteuse et se fait surnommer Teri, ils sympathisent. Une nuit, alors qu'elle discute avec lui, elle ne répond pas à un appel téléphonique de son proxénète russe Slavi, sachant qu'il veut lui imposer un client qui l'a maltraitée. Elle reste dans le snack-bar à discuter avec Robert. Elle l'accompagne dans la rue alors qu'il rentre chez lui. La voiture de Slavi se gare à leur hauteur. Slavi force Alina à monter dans la voiture en l'insultant. Robert n'intervient pas. Croyant que c'est un client, Slavi lui donne sa carte de visite et lui suggère de le recontacter pour une autre prostituée.
Plus tard, Jack, le gérant du snack-bar, apprend à Robert qu'Alina est aux soins intensifs à l'hôpital car elle a été tabassée. Robert se rend à l'hôpital, il voit une jeune femme au chevet d'Alina, une autre prostituée russe prénommée Mandy. Alors qu'elle vient se servir au distributeur de café, il l'aborde. Mandy lui explique que c'est Slavi qui a mis Alina dans cet état. Robert, ancien agent de la CIA génie du combat rapproché, du maniement des armes et des situations complexes, compétences acquises lors de sa longue carrière dans une vie antérieure, croyait avoir tiré un trait sur ce lourd passé qu'il cherchait à oublier, mais il se sent dans l’obligation morale d’agir et retrouve ses anciens réflexes. Il se rend dans le bureau de Slavi qui est en compagnie de quatre de ses sbires. Robert propose 9 800 dollars à Slavi pour acheter Alina. Slavi refuse son offre avec mépris. Robert les tue tous en quelques secondes en retournant leurs propres armes contre eux et à l'aide d'outils improvisés (verre à liqueur, tire-bouchons...).
En Russie, le chef du réseau, Vladimir Pushkin, envoie Teddy, son homme de main, pour enquêter sur la mort de Slavi et relancer ses affaires à Boston. Robert apprend que Ralphie a démissionné du magasin le jour où il devait passer son examen d'agent de sécurité. Il se rend au restaurant de la mère de Ralphie. Celui-ci est en train de l'aider à nettoyer les dégâts provoqués, la veille au soir, par un incendie.
Teddy mène une enquête brutale, il comprend que la mort de Slavi n'est pas due à une mafia concurrente. Robert découvre que ce sont deux policiers ripoux rackettant le quartier du restaurant de la mère de Ralphie qui y ont mis le feu. Robert les aborde à la sortie du restaurant alors qu'ils viennent de soutirer de l'argent à la mère de Ralphie. Il leur montre qu'il a filmé leur méfait et les met au tapis en quelques secondes, sans arme. Il leur ordonne de cesser leur racket et leur donne jusqu'au lendemain pour rendre l'argent aux commerçants, ce qu'ils feront. Ralphie reprend le travail chez Home Mart.
Teddy apprend que Mandy est la meilleure amie d'Alina, il l'interroge et la tue en l'étranglant après qu'elle lui a appris avoir vu un homme noir à l'hôpital. Ralphie devient agent de sécurité à Home Mart après avoir réussi l'examen. Un braquage a lieu chez Home Mart sous les yeux de Robert. Il mémorise le plus d'éléments possibles concernant le braqueur, comme ses tatouages, ses vêtements. Il se retient d'intervenir pour ne pas mettre en danger des enfants qui entrent dans le magasin au même moment. Le braqueur oblige Jenny, la caissière, à lui donner sa bague qui, pour elle, a une valeur sentimentale. Lorsqu'il sort, Robert parvient à voir sa plaque d'immatriculation, puis va ensuite prendre un lourd marteau. Le lendemain, Jenny retrouve sa bague dans le tiroir de sa caisse sans aucune explication et son bienfaiteur finit de nettoyer l'outil qu'il remet en rayon.
Teddy va interroger Robert chez lui. Ses sbires lui fournissent des renseignements à son sujet, mais il a la conviction que ces informations ne sont qu'une couverture. Robert truffe son appartement de webcams. Un soir, Teddy et ses hommes essayent de le capturer près du snack-bar, il en tue un et découvre qu'un autre est policier à Boston. Teddy et ses acolytes se rendent à l'appartement de Robert, celui-ci est vide. Caché dans un autre appartement, il les filme. Il a laissé dans son appartement des indices pour faire croire à un départ précipité pour le Mexique en avion, ce à quoi Teddy ne croit pas.
Robert se rend alors chez Susan Plummer, ancienne collègue de la CIA. Il lui demande des informations sur les hommes qui le pourchassent. Elle lui apprend que Teddy est en fait Nikolaï Itchenko, ancien membre des Spetsnaz. Après la fuite de Robert, deux des trois policiers corrompus par Pushkin ont été supprimés, certainement par Teddy ; le troisième, Frank Masters, lui, a disparu.
Robert se rend à Boston chez Masters, le capture et l'interroge. Ce dernier emmène Robert dans l'entrepôt d'une boucherie industrielle, où les employés de Pushkin comptent les billets de banque, les emballent et les stockent sur palettes. Robert capture tous les mafieux et laisse partir le petit personnel avec une liasse de billets pour chacun d'entre eux. Il menotte Masters à la porte, l'oblige à téléphoner à ses collègues policiers pour des renforts et lui fait avouer qu'il a un coffre dans une banque. Robert s'y rend et prend le contenu du coffre. La police débarque à la boucherie, interpelle Masters et les mafieux et saisit les billets.
Robert rencontre Nikolaï et lui propose de s'en tenir là. En analysant les documents qu'il a saisis dans le coffre de Masters, Robert établit une liste de personnes corrompues par Pushkin et voit que le Great Eastern, un pétrolier appartenant à Pushkin, est actuellement au port de Boston. Il téléphone à l'agent Moseley du FBI à qui il transmet la liste par courrier électronique et lui envoie par courrier postal les documents du coffre. Dans la nuit, Robert fait exploser le pétrolier. Teddy apprend que Robert travaille à Home Mart. Il prend alors en otage des employés pour l'obliger à se rendre. Robert vient délivrer ses collègues et tue un par un tous les preneurs d'otages, Teddy en dernier en lui tirant dessus avec un fusil à clous. Robert se rend en Russie et tue Vladimir Pushkin en l'électrocutant dans sa salle de bain.
De retour à Boston, Alina l'aborde et l'informe qu'elle a un emploi, ne s'adonne plus à la prostitution et s'est mise à la lecture. Elle le remercie de lui avoir donné une seconde chance. Robert se sent alors encouragé à continuer d'utiliser ses compétences pour aider les personnes dans le besoin et il publie une annonce en ligne, s'identifiant comme « Le Justicier ». Il reçoit bientôt un autre appel à l'aide et accepte d'y répondre.

## Fiche technique
- Titre original : The Equalizer
- Titre français : Equalizer
- Titre québécois : Le Justicier
- Réalisation : Antoine Fuqua
- Scénario : Richard Wenk, d'après la série télévisée Equalizer créée par Michael Sloan et Richard Lindheim
- Direction artistique : Naomi Shohan
- Décors : Naomi Shohan
- Costumes : David C. Robinson
- Photographie : Mauro Fiore
- Son : David Esparza
- Montage : John Refoua (en)
- Musique : Harry Gregson-Williams
- Production : Todd Black, Jason Blumenthal, Tony Eldridge, Mace Neufeld, Alex Siskin, Michael Sloan, Steve Tisch, Denzel Washington et Richard Wenk
- Sociétés de production : CBS Films, Escape Artists, Village Roadshow Pictures, LStar Capital, Lonetree Entertainment et Mace Neufeld Productions
- Société(s) de distribution : Columbia Pictures (États-Unis), Sony Pictures Releasing France (France)
- Budget : 55 millions de dollars[3]
- Pays de production :  États-Unis
- Langues originales : anglais, russe et espagnol
- Format : couleurs – 2,35:1 – 35 mm, cinéma numérique - son Dolby Digital
- Genre : action, drame
- Durée : 132 minutes
- Dates de sortie[4] :
  - Canada : 7 septembre 2014 (festival international du film de Toronto 2014)
  - États-Unis : 26 septembre 2014
  - France : 1er octobre 2014
- Mention CNC[2] : interdit aux moins de 12 ans (visa d'exploitation no 139815 délivré le 19 septembre 2014)[Note 1]

## Distribution
| |  |  |
| Les acteurs principaux Denzel Washington et Chloë Grace Moretz à la première du film au Festival international du film de Toronto 2014. |  |  |

- Denzel Washington (VF : Emmanuel Jacomy ; VQ : Jean-Luc Montminy) : Robert McCall
- Chloë Grace Moretz (VF : Lisa Caruso ; VQ : Frédérique Dufort) : Alina / Teri
- Marton Csokas (VF : Féodor Atkine ; VQ : Daniel Picard) : Teddy / Nikolaï Itchenko
- Johnny Skourtis (VF : Pascal Nowak ; VQ : Hugolin Chevrette) : Ralphie
- David Harbour (VF : David Krüger ; VQ : Frédéric Paquet) : l'inspecteur Frank Masters
- Haley Bennett (VQ : Émilie Bibeau) : Mandy
- Bill Pullman (VF : Renaud Marx ; VQ : Marc Bellier) : Brian Plummer
- Melissa Leo (VF : Marianne Basler ; VQ : Chantal Baril) : Susan Plummer
- Vladimir Kulich (VQ : Pierre Auger) : Vladimir Pushkin
- Alex Veadov (VQ : Alexandre Fortin) : Tevi, homme de main de Slavi
- Johnny Messner (VF : Benoît Du Pac) : l'employé à P&E
- Dan Bilzerian : un homme de main de Teddy
- David Meunier (VF : Igor de Savitch ; VQ : Manuel Tadros) : Slavi, le proxénète
- Robert Wahlberg (en) (VF : Lionel Tua) : l'inspecteur Harris
- Lance Norris (en) : un boucher
- Mike O'Dea (VF : Luc Boulad) : Remar

Version française
- Studio de doublage : Les Studios de Saint-Ouen
- Direction artistique : Jean-Philippe Puymartin
- Adaptation : Bob Yangasa

Source et légende : version française (VF) sur RS Doublage ; version québécoise (VQ) sur Doublage Québec

## Production

### Développement et attribution des rôles
En juin 2010, on apprend que Russell Crowe souhaite porter à l'écran la série des années 1980 The Equalizer avec Paul Haggis comme réalisateur et lui-même dans le rôle de Robert McCall. Le réalisateur danois Nicolas Winding Refn a, lui aussi, été un temps attaché au projet.
En décembre 2011, Denzel Washington est pressenti pour le rôle principal, avec Sony Pictures Entertainment et Escape Artists à la production. Le réalisateur Antoine Fuqua rejoint le projet 21 mars 2013 et retrouve Denzel Washington plus de dix ans après Training Day (2001).
Chloë Grace Moretz rejoint la distribution le 10 mai 2013.
Melissa Leo, qui incarne ici Susan Plummer, avait déjà tenu un autre rôle dans un épisode de la série originale (saison 1, épisode 3).

### Tournage
Le tournage débute en juin 2013 et se déroule dans le Massachusetts à Salisbury, Hamilton, Chelsea, Haverhill et Boston.

## Musique
Sauf indication contraire ou complémentaire, les informations mentionnées dans cette section proviennent du générique de fin de l'œuvre audiovisuelle présentée ici.
Chansons présentes dans le film
- Sixteen par The Heavy
- Givin' Em What They Love par Janelle Monáe
- Silver par The Neighbourhood
- Valse-scherzo, op. 34 de Piotr Ilitch Tchaïkovski de 1877
- El Rey De La Calle par Rabia Ciega
- Finale de l'Acte I du Lac des cygnes de Piotr Ilitch Tchaïkovski
- Midnight Train to Georgia par Gladys Knight & the Pips
- Vengeance par Zack Hemsey (en)
- New Dawn Fades (en) par Moby
- Turnt Up Tonight par Who Is Fancy (en)
- Friendship Train par Gladys Knight & the Pips de 1969
- Hit It & Run par Emily Warren (en)
- Rocksteady par Bob Cornelius Rifo de 2012
- 2 Kaiser par Seryoga de 2006
- Alonzo Pérez par Grupo Tormento
- Concerto pour violon en ré majeur, op. 35 de Piotr Ilitch Tchaïkovski de 1878
- Graven Image par Zack Hemsey (en)
- Guts Over Fear par Eminem et Sia (générique de fin)[15]

### Bande originale
Musiques non mentionnées dans le générique
Albums de Harry Gregson-Williams
The East
(2013) Hacker
(2015)
La musique du film est composée par Harry Gregson-Williams. Il avait déjà travaillé sur le premier film d'Antoine Fuqua, Un tueur pour cible (1998).
Liste des titres :
1. Alone - 4:09
2. Change Your World - 4:08
3. McCall's Decision - 4:10
4. On a Mission - 3:52
5. Corrupt Cops - 2:48
6. A Quiet Voice - 3:39
7. It's All a Lie - 10:36
8. Concerned Citizen - 2:44
9. Make an Exception - 5:09
10. Torturing Frank - 3:44
11. The Equalizer - 6:39

## Accueil

### Critique
Le site américain Metacritic lui attribue la note moyenne de 57⁄100 pour 41 critiques. Sur le site Rotten Tomatoes, il est crédité de 59 % d'opinions favorables pour 197 critiques recensées.
Le film reçoit aussi des critiques mitigées en France : le site Allociné propose une note moyenne de 3,1⁄5 à partir de l'interprétation de critiques provenant de 15 médias.
Selon Jean-François Rauger dans Le Monde : « Un personnage ambivalent, l’interprétation de Denzel Washington et l’emploi d’un certain humour font le charme du film d’Antoine Fuqua. » Pour CNews le film évoque « la quête de rédemption d’un antihéros impeccablement campé par Denzel Washington ». Femme actuelle est séduit par cette « adaptation vigoureuse de la série tv des années 80 ».
Selon Première : « De l’éparpillement du scénario (qui passe du mélo au film d’exploitation en un coup de tournevis !) et des tics de mise en scène gratuits (on pense à Tony Scott) naît un objet hybride amusant, qui fait peu de cas de la morale et du réalisme. Un retour au vigilante movie décomplexé qui en réjouira plus d’un(e). »
Télérama ne cache pas sa déception : « On bâille d'ennui devant cette adaptation d'une vieille série télé, où le plutôt habile Antoine Fuqua (Training Day) sombre dans les pires travers du film d'action, ah non, pardon, du “thriller criminel”. Navet meurtrier serait plus juste. » Positif n’a vu que « deux heures de fureur vengeresse au premier degré avec ellipses narratives paresseuses ». Selon les Cahiers du cinéma : « Moins explosives que prévu, les retrouvailles de Denzel Washington avec Antoine Fuqua ne livrent qu'un film noir musclé mais déséquilibré. »
D'autres critiques notent le caractère manichéen du film, mais pour le JDD, si justement on le prend « au second degré », Equalizer est un « film jubilatoire ». Pour Écran large, le « secret » du film « c'est d'empiler, tel un mille-feuille aux ramifications de prime abord indigestes, différentes postures de cinéma diamétralement opposées pour en faire quelque chose d'étonnamment crédible. Le tout prend miraculeusement pour donner certes un film mutant mais foutraquement jouissif. » Le Parisien définit le film ainsi : « Le bon et les méchants pour un thriller efficace et sanglant ». (Voir critiques détaillées sur Allociné).

### Box-office
Equalizer prend la tête du box-office américain le week-end de sa sortie avec 34 137 828 $, pour une moyenne de 10 549 $ sur les 3 236 salles qui le distribuent. Il s'agit du meilleur démarrage du réalisateur Antoine Fuqua aux États-Unis, dépassant ainsi La Chute de la Maison-Blanche, sorti en mars 2013, qui avait démarré à 30 373 794 $ à la même période. Au 7 décembre 2014, le film a engrangé 101 530 738 $ de recettes. À l'international, Equalizer enregistre un total de recettes mondiales à 192 330 738 $.
En France, où il est distribué dans 377 salles, Equalizer prend, à sa sortie, la seconde place du box-office avec 315 099 entrées. En dix semaines à l'affiche, il affiche un résultat de 734 279 entrées.
Si on traduit les entrées d'Equalizer en dollars, il rapporte 6,2 millions de dollars dans l’Hexagone[réf. nécessaire]. Aux États-Unis, avec 101 millions de dollars, il s’en sort mieux et finalement, grâce à son bon score dans le reste du monde (91 millions), il récolte des recettes suffisantes (192 millions de dollars) pour en faire un film rentable au regard de son budget (55 millions) et conduire ses commanditaires à envisager un Equalizer 2 (2018).
| Pays ou région    | Box-office      | Date d'arrêt du box-office | Nombre de semaines |
| ----------------- | --------------- | -------------------------- | ------------------ |
| États-Unis Canada | 101 530 738 $   | 11 janvier 2015            | 15                 |
| France            | 734 279 entrées | -                          | 10                 |
| Total mondial     | 192 330 738 $   | -                          | -                  |

## Distinctions

### Nominations
- Festival international du film de Saint-Sébastien 2014 : hors compétition et film d'ouverture
- Festival international du film de Toronto 2014 : sélection « Gala Presentations »

## Suites
Le 24 février 2014, il est annoncé que Sony Pictures et Escape Artists ont planifié une suite, écrite par Richard Wenk,,,.
Un troisième opus, Equalizer 3, sortira le 30 août 2023.